# La Toile de l'araignée
La Toile de l'araignée (titre original : Web of Everywhere) est un roman de science-fiction écrit par John Brunner et paru aux éditions Bantam Books en juin 1974 dans la série A Frederik Pohl Selection. 

## Résumé
L'histoire se déroule dans un monde post apocalyptique après une catastrophe atomique. 